# Santa Bárbara (Pérou)
Pour les articles homonymes, voir Santa Barbara.
La mine de Santa Barbara (en espagnol : mina de Santa Bárbara, également appelée en espagnol : La mina de la muerte, en français : la mine de la mort) est un site riche en gisements  de cinabre et de mercure, située sur la colline de Chacllatacana, à 2,5 km au sud de la ville de Huancavelica et à 245 km au sud-est de Lima au Pérou, à une altitude comprise entre de 3 800 m et 4 400 m. Le site fait partie de la liste indicative du Pérou, en vue de son inscription sur la liste du patrimoine mondial,.

## Histoire
Ce sont les Espagnols en 1566 qui ont commencé à exploiter la mine de mercure dans la Province de Huancavelica, aujourd'hui connue sous le nom de Mina Santa Barbara, quand, selon la légende, un natif appelé Ñahuincopa a montré aux Espagnols Amador et Cabrera sa localisation. Il est très probable que cette mine ait été exploitée et abandonnée à une époque antérieure à la colonisation européenne de l'Amérique. Les anciens Péruviens utilisaient déjà le sulfure de mercure, qu'ils appelaient « llimpi ».

## AuXVIesiècle
Le site fut utilisé pour traiter l'or exploité  dans les mines de Potosi et aussi pour réaliser des peintures colorées.
Il devint l'un des plus importants de l'époque. Les puits creusés pouvaient être atteints à cheval car ils renfermaient une vraie ville dans leur enceinte possédant des maisons, des rues et même une arène dont il ne reste plus aucun vestige. Les puits sont ceux de Chaclatacana, San Francisco et Santa Barbara, ce dernier faisait 500 m de long.
Dans une lettre adressée aux rois d’Espagne par le procureur de l’audience royale de Lima, Diego de Holgado, en 1764, avait signalé que « La mine de Huancavelica ne produisait ni argent ni or; elle produit de l'azogue (mercure), un ingrédient nécessaire dans le traitement de l'argent et de l'or. Il fournit le Pérou et a fourni au Mexique où, à maintes reprises, des quantités en accroissement ont été livrées ».[réf. souhaitée]
En 1786 , plus de 200 personnes, parmi les Indiens et les Espagnols, périssent lors de l'effondrement d'une partie de la mine. En raison de la haute toxicité du mercure, la mine de Santa Barbara a l'un des taux de mortalité les plus élevés des Amériques.

## Époque contemporaine

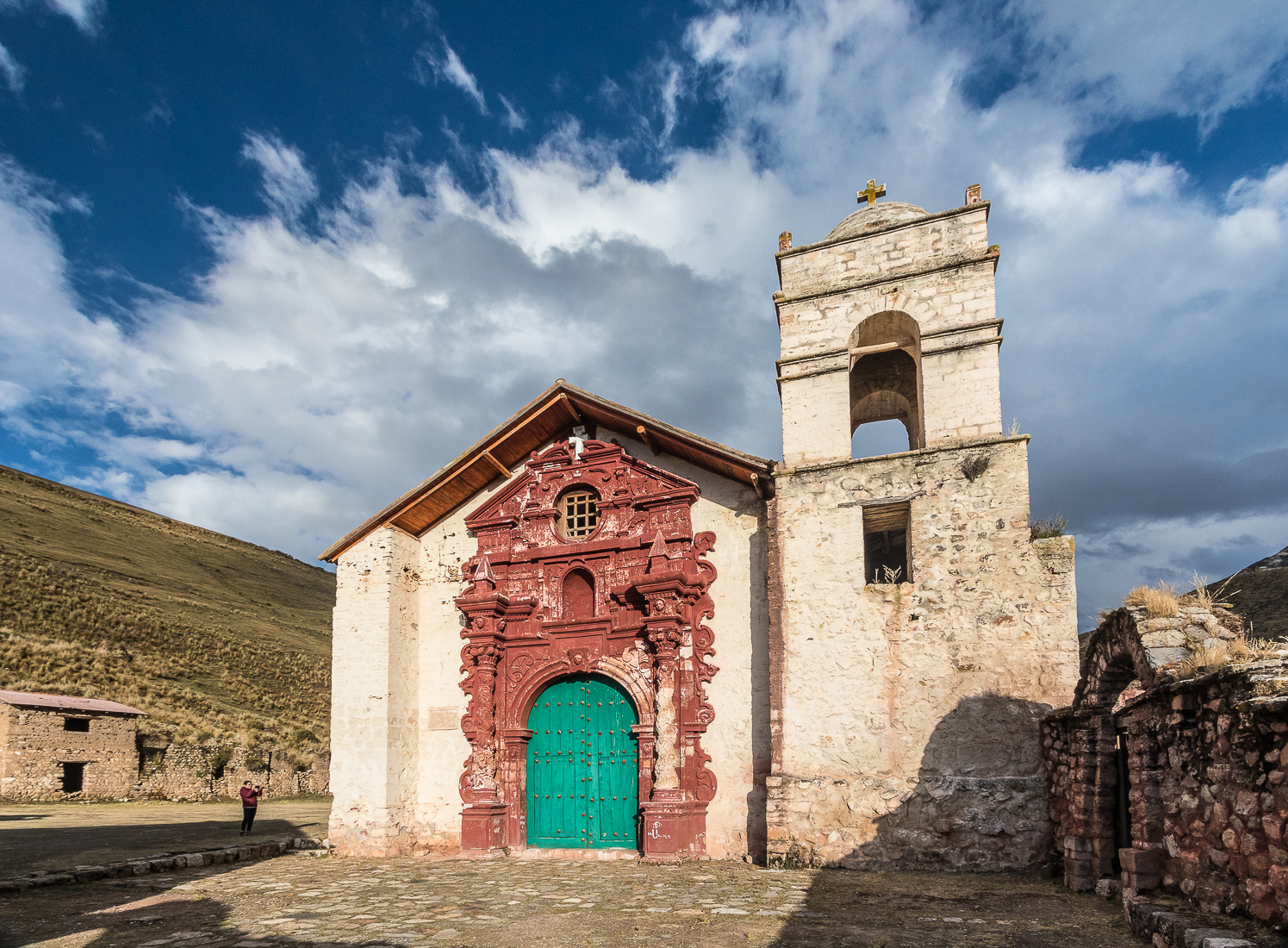
L'église de Santa Barbara.

Actuellement, la mine peut être visitée par le socavón[Quoi ?] connu sous le nom de Belén. Elle n'est seulement accessible que de l'extérieur, l’intérieur est inaccessible compte tenu des gaz latents qui sont mortels[réf. souhaitée]. En raison de sa  dangerosité la mine est murée et fermée par une porte blindée. C'est de l'extérieur, que le visiteur peut voir l'ancienne entrée de la mine. En suivant le chemin, on arrive à l'équipe des mines les plus modernes et récemment abandonnées. Quelques mètres plus loin, la ville est abandonnée. En 2006, le diocèse et le département ont entrepris la restauration de l'église Sainte Anne du XVIe siècle, classée au patrimoine péruvien, située dans la ville Santa Bárbara[réf. souhaitée].